# Frégate
Frégate is een eiland van de Seychellen. De oppervlakte bedraagt 2,19 km² en het ligt 55 km ten oosten van Mahé. Het is het meest oostelijke eiland van de Granieteilandengroep. Het is privégebied en wordt gebruikt als vakantieresort met 17 villa's. Het staat bekend om haar knusse stranden.
Het eiland werd in 1744 ontdekt door de Franse ontdekkingsreiziger Lazare Picault. Hij vernoemde het eiland naar de Fregatvogels die op het eiland leefden.
Op Frégate komen aantal unieke diersoorten voor, zoals de reuzenduizendpoot (Sechelleptum seychellarum), een vijftien centimeter lange zwarte duizendpoot. De Seychellenlijster was ooit wijdverbreid op de Seychellen maar kwam in de jaren vijftig alleen nog op dit eiland voor. Men wist deze voor uitsterven te behoeden en intussen is de soort alweer uitgezet op meerdere eilanden. Dan is er nog de Fregateilandkever ( Polposipus herculaneus) met kleine Braille-achtige bultjes op de rug. In 1995 doken er ratten op op het eiland waarmee de inheemse soorten bedreigd werden. Het duurde tot 2000 voordat deze waren uitgeroeid.
Het eiland is per vliegtuig bereikbaar omdat aan de noordoostkant een airstrip is aangelegd. Het hoogste punt is de heuvel Mont Signale, die 125 meter hoog is. Driehonderd meter van de top ontspringt de Riviére Bambous die aan de noordoostkust in zee stroomt.